# La Sape

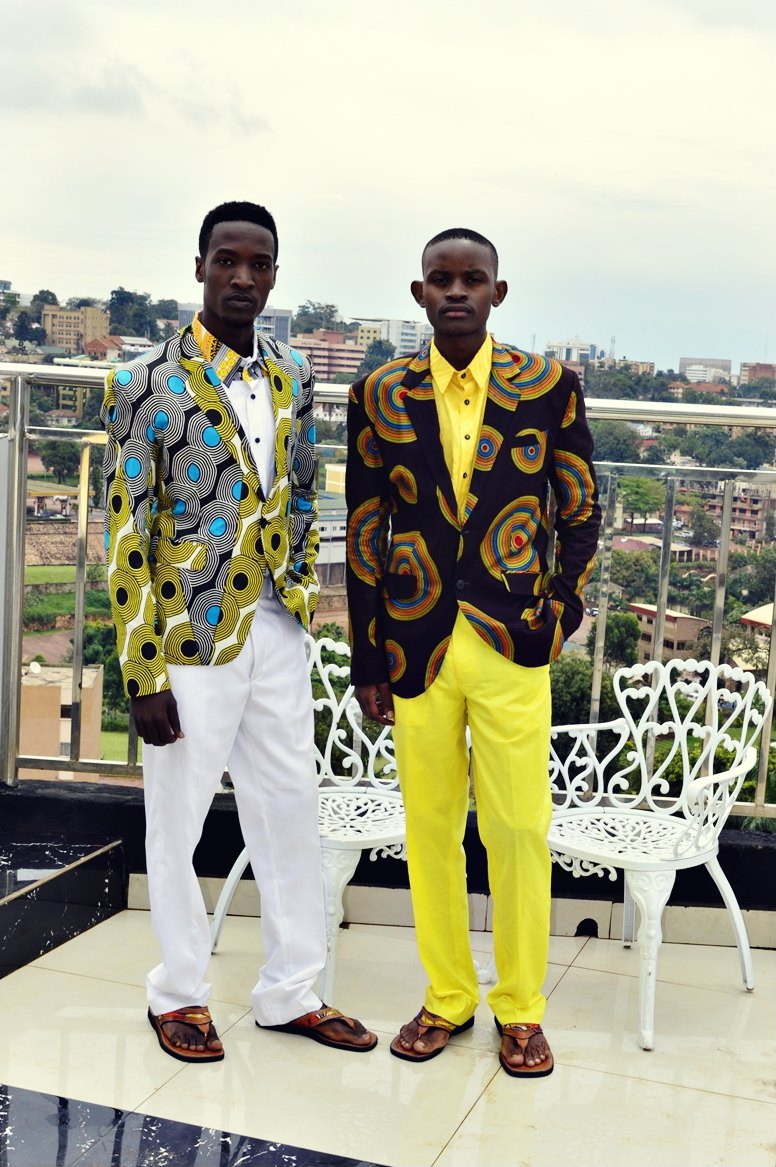
Sapeurs de Uganda (2015)

La Sape, una abreviatura basada en la frase Société des Ambianceurs et des Personnes Élégantes (francés; literalmente "Sociedad de (creadores) de 'Ambientes' y Personas Elegantes") y sugiriendo la palabra de argot francesa sape que significa "atuendo", es una subcultura centrada en las ciudades de Kinshasa y Brazzaville en la República Democrática del Congo y República del Congo respectivamente. Un seguidor de La Sape es conocido como sapeur. El movimiento encarna la elegancia en estilo y maneras de los dandis de sus predecesores coloniales.[cita requerida]

## Historia
La Sape puede remontarse al periodo del colonialismo en África, en particular en Brazzaville y Kinshasa. La misión francesa era para civilizar a los «bárbaros» y «desnudos» africanos. Traían ropa de segunda mano de Europa como herramienta de cambio para obtener la lealtad de los jefes. Brazzaville pronto se convirtió en el «área residencial más favorecida para blancos y el asiento de gobierno colonial». Hacia el fin del siglo XIX sus houseboys (‘domésticos’) eran los primeros en abrazar la modernidad europea porque les daban ropa en vez de dinero como pago por su trabajo. La élite congoleña no sólo incluía a los domésticos, sino también a quienes ocupaban las posiciones más bajas, como empleados en oficinas coloniales y otros sitios.

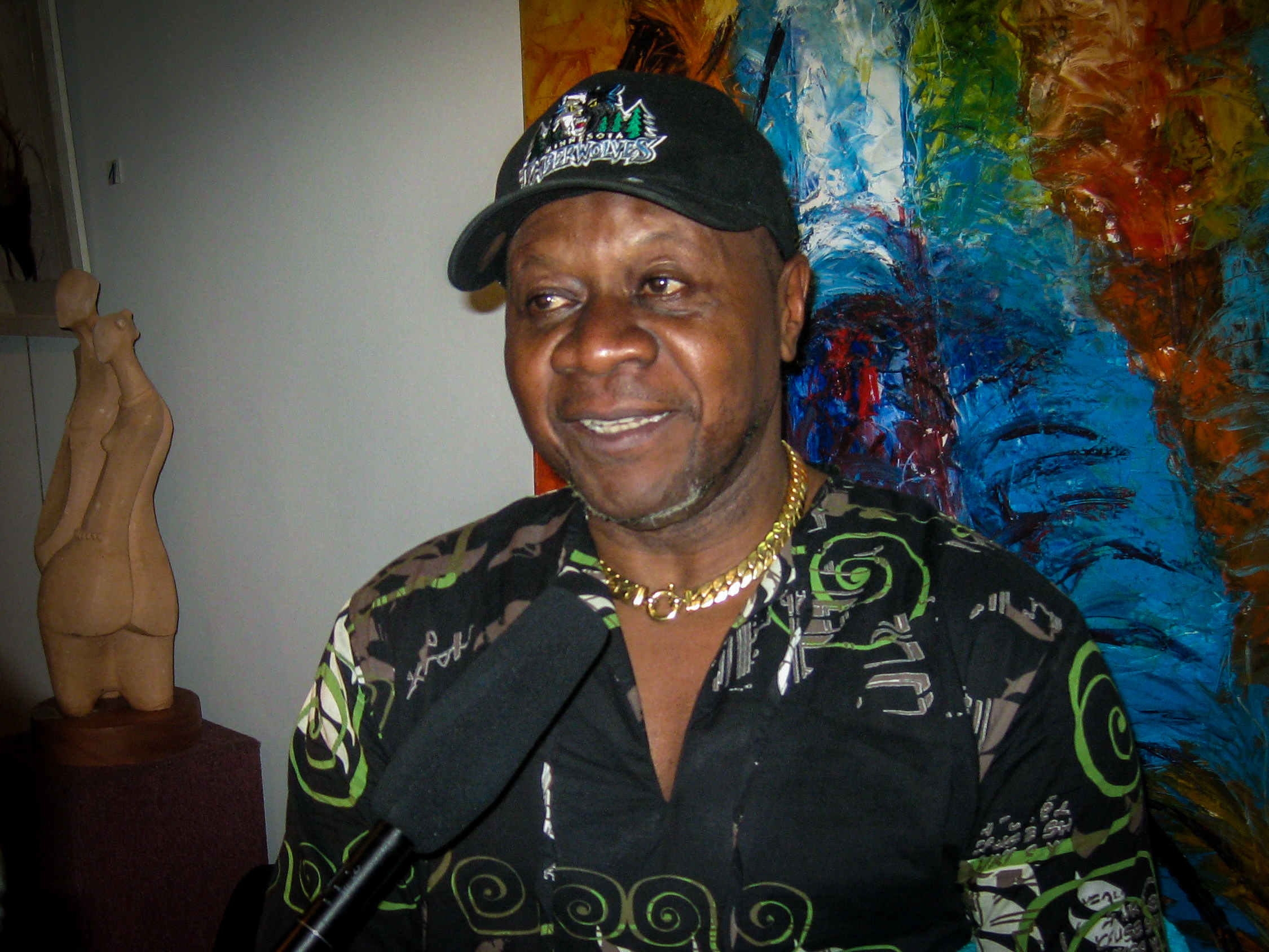
El famoso músico Papa Wemba era un seguidor importante de La Sape en el Congo

Según el historiador Didier Gondola, en su ensayo titulado La Sape Exposed!: High Fashion Among Lower-Class Congolese, una influencia importante en la élite congoleña durante la década de los años 20 del siglo XX fueron los trabajadores coloniales del Oeste de África que llegaron al Congo. Estos bapopo u ‘hombres de la costa’, como se les llamaba, sirvieron como inspiración a la élite congoleña «para combatir sentimientos de inferioridad fomentados por el colonialismo francés y belga». Los jóvenes hombres congoleños adoptaron el estilo de sus señores y lo hicieron suyo. Según Gondola:

«Cautivados por el esnobismo y la elegancia refinada de la ropa de los hombre de la costa, los domésticos congoleños rechazaron las ropas de segunda mano de sus señores y se convirtieron en consumidores incansables y fervientes conocedores, gastando sus escuetos sueldos extravagantemente para adquirir las últimas modas parisinas.»

Los domésticos utilizaron sus conexiones en Francia para adquirir su ropa. Un colonizador miraba con desprecio los hábitos de sus domésticos en Brazzaville porque, mientras pueden haber estado medio muertos de hambre, ellos todavía se ponen su ropa cara una vez llegan sus sueldos mensuales.[¿quién?][cita requerida]
Según Gondola, Camille Diata estuvo a la cabeza del movimiento sapologista en Brazzaville en los 30, pero también tuvo una profunda influencia en Francia. Fue parte de L'Amicale, «un movimiento anticolonial semi organizado» formado en Francia en 1926 por el imaginativo revolucionario congoleño André Matsoua. La organización principalmente ayudaba a los africanos recién llegados a París a instalarse en el ciudad, porque no eran realmente bienvenidos en la ciudad, enfrentándose a prisión y deportación. A la muerte de Matsoua en 1942 sus desarrollos políticos fueron "secuestrados" por la élite intelectual congoleña. Ellos no solamente aceptaron su sentido de la moda sino también sus opiniones anticoloniales. Este movimiento se convirtió en un movimiento étnico Bakongo y Balari caracterizado por un potente simbolismo político e ideológico que se manifestará en la era post-colonial.

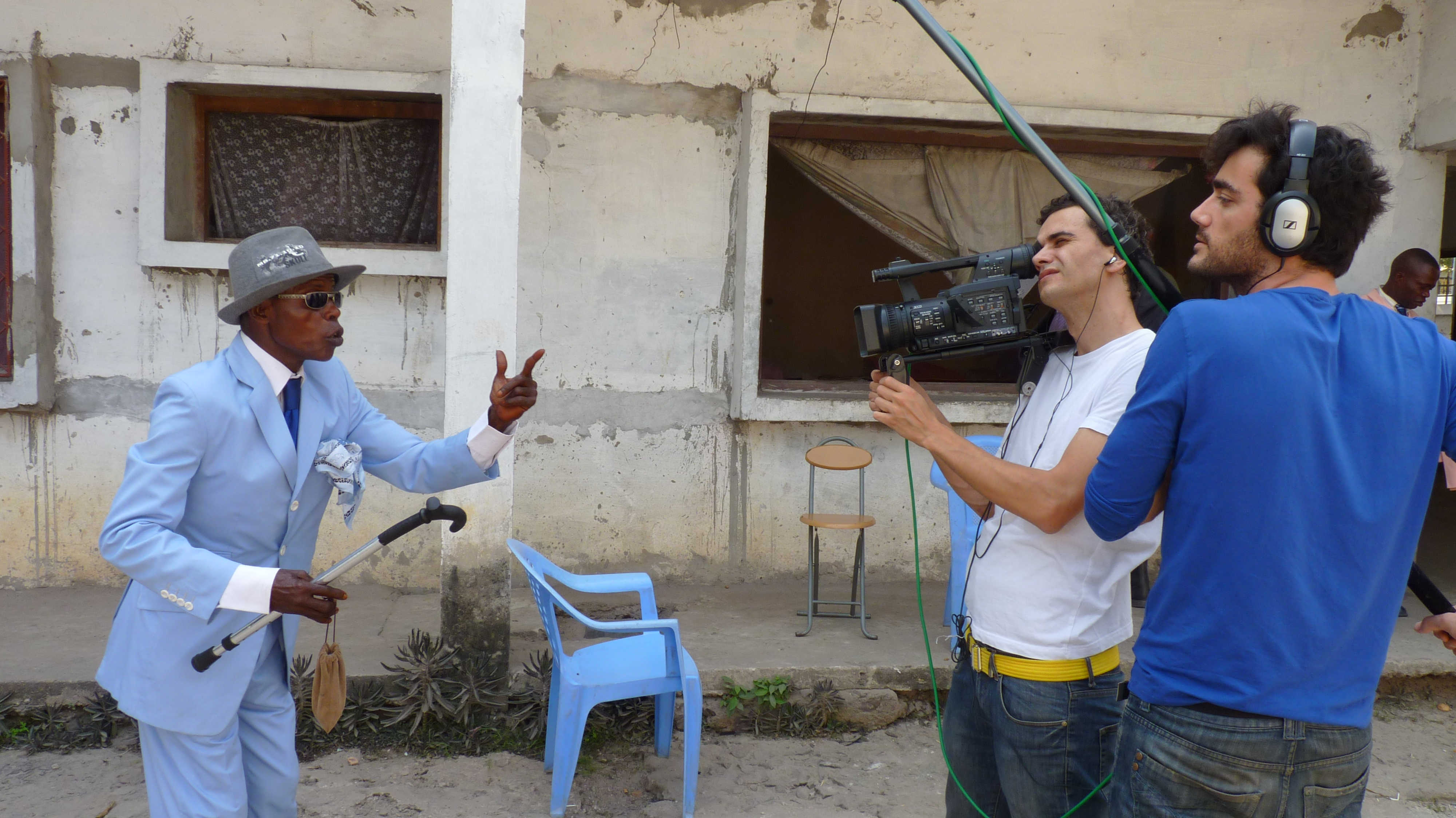
Un sapeur de Brazzaville entrevistado para un documental español (2010)

Los cincuenta dieron lugar a lo cosmopolita, y de esta forma dieron protagonismo a la escena musical. Clubs nocturnos y bares fueron los escenarios habituales donde se reunían la música y los jóvenes urbanitas en las ciudades congoleñas de Kinshassa y Brazzaville. La Sapología era sinónimo de la escena de rumba congoleña que apareció y Papa Wemba, un músico congoleño, hizo música sobre el estilo "Sape". La influencia se extendió a otras formas artísticas como la pintura de Dolet Malalu. Durante los años post-coloniales, la dinámica única de la Sapología se consolidó en 1960 cuando ambos Congos lograron la independencia. Surgió el caos económico y muchos se quedaron desempleados. Esto provocó que muchos congoleños se mudaran al extranjero, a ciudades como Londres y París. Dado que no eran muy bienvenidos, la Sapología actuó como un refugio para ellos para soportar la vida europea.

## Hoy

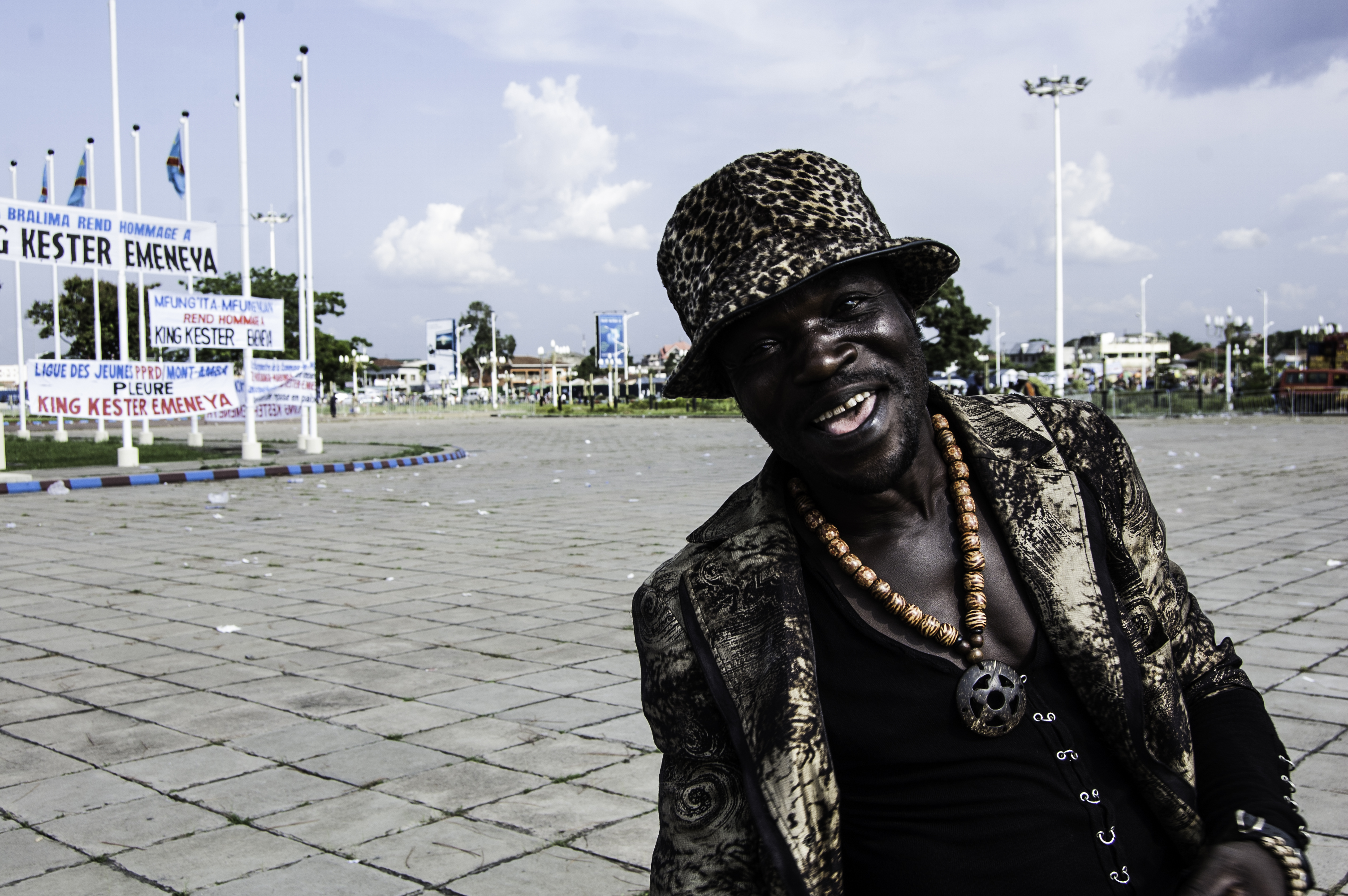
Un sapeur en Kinshasa (2014)

Los dandis congoleños que vivían en París y otras ciudades europeas solamente se denominaron "sapeur" una vez volvían a Brazzaville durante el verano, para mostrar su estilo antes de mediados de los noventa.
Aunque el Congo ha sufrido guerra y desastres a lo largo de los años, ha habido un resurgimiento de la Sapología en Brazzaville. Mientras que antes de principios de los 80, había campañas para prohibir la Sapología en los espacios públicos, ahora se los respeta y son favoritos del régimen. Han sido elevados al estatus de "herencia cultural" por Denis Sassou Nguesso al permitirle participar en eventos públicos culturales como el Salón Africano de la Moda y el Artesanado (Salon africain de la mode et de l’artisanat).
Góndola argumenta:

«Hoy, con ambos países sumidos en la confusión, la Sapología, con su exuberante extravagancia puede servir como la luz para que los jóvenes marginados congoleños sigan el camino desde el estatus de Tercer Mundo hasta el de modernos cosmopolitas y afrontar su abandono social.»

## Influencias culturales
En una entrevista con David M. Ewalt, Henry Jenkins,  teórico de medios de comunicación, describió al cosmopolita tradicional como alguien que huye de la órbita de su propia cultura parroquial a través de la alta cultura y la absorción de los valores sujetos a esa cultura.[cita requerida] Esto incluye lujos como ópera, ballet, pinturas, etc. Al contrario, el cosmopolita pop es el adolescente moderno. Utilizó a Estados Unidos  para ilustrar este punto a través de adolescentes de hoy en día que aprenden, absorben, e interaccionan con varias facetas de culturas asiáticas como medios de huir de las limitaciones de cultura americana. Utilizan internet y la tecnología para conectar con otras culturas. Las redes sociales son una fuerza hacia la globalización y él es esta alta conectividad que lleva a que la globalización moderna crezca.
Aparecen sapeurs en la película 35 Vacas y un Kalashnikov (2014), dirigida por Oswald von Richthofen.